# إبراهيما ثيام
إبراهيما ثيام (بالفرنسية: Ibrahima Thiam)‏ (20 أغسطس 1981 بداكار في السنغال - ) هو لاعب كرة قدم سنغالي في مركز الهجوم. شارك مع منتخب السنغال لكرة القدم. أما مع النوادي، فقد لعب مع درودا يونايتد ونادي بودابست هونفيد ونادي سترومسغودست وK.S.V. Roeselare ‏ وRoyale Union Tubize-Braine ‏.

## وصلات خارجية
- إبراهيما ثيام على موقع قاعدة بيانات كرة القدم.إي يو (الإنجليزية)
- إبراهيما ثيام على موقع Soccerway.com (الإنجليزية)